# Pierre Claude Pajol

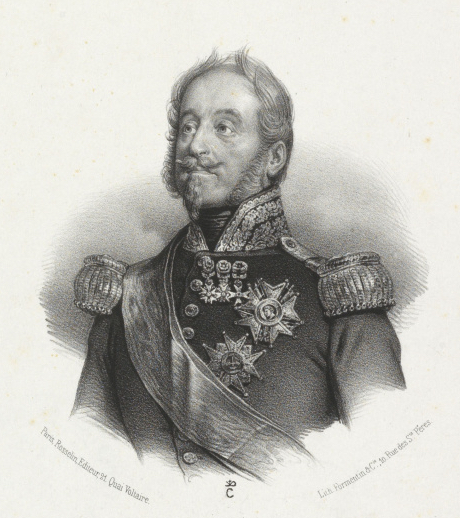
Claude Pierre Pajol (1772–1844)

Pierre Claude Pajol (* 3. Februar 1772 in Besançon; † 20. März 1844 in Paris) war französischer General während der napoleonischen Kriege. Er wurde Comte de l'Empire und war zuletzt Gouverneur von Paris.

## Leben
Pajols Eltern gehörten zur wohlhabenden Oberschicht und stammten aus Nozeroy im Jura. Sein Vater war Anwalt am Parlament der Franche-Comté in Besançon. Pajol studierte zunächst Jura, als die französische Revolution losbrach. Daraufhin brach er sein Studium ab, um sich im August 1789 der Miliz in Besançon anzuschließen. Diese hatte den Auftrag, die öffentliche Ordnung wieder herzustellen, um Räuberbanden zu bekämpfen, die die Unsicherheit ausnutzen wollten. 1791 schloss er sich dem Bataillon volontaires du Doubs ab und stieg bis zum Dienstgrad des Sergents auf. Bereits am Beginn der Koalitionskriege kam er in Gefecht, so bei der Kanonade von Valmy. Das Bataillon kam zur Armee Custine und kämpfte bei Fleurus, anschließend wurde Pajol Adjutant des Generals Kleber. 1797 kam er zum General Hoche. Nach dessen Tod kam Pajol zum 4. Husaren-Regiment und dann als Kommandeur zum 6. Husaren-Regiment.
Im Jahr 1799 kämpfte er unter Jourdan an der Donau, unter Massena in der Schweiz, von wo er nach der Schlacht bei Zürich nach Italien abkommandiert wurde. Hier stand er unter dem Kommando von Joubert. 1800 und 1801 kämpfte er als Brigade-Kommandeur unter Moreau in den Feldzügen in Bayern, der Schweiz und Österreich.
Nach dem Frieden von Amiens (März 1802) kehrte er in sein Regiment zurück. Er wurde zu Kaiserkrönung von Napoleon abkommandiert. Während des nachfolgenden Banketts hatte er einen Zusammenstoß mit Junot (colonel general des hussards), was beinahe in einem Duell endete.
1805 war das 6. Husaren-Regiment unter Pajol Teil der Planung zur Invasion von Großbritannien. Das Regiment war bereits an Bord ihres Schiffes als die Invasion abgesagt wurde. Am 29. August erhielt die Armee Marmont den Befehlt nach Mainz zu marschieren und bereits am 23. September war das 6. Husaren-Regiment vor Mainz. Am Ende des Kriegs von 1805 wurde Pajol nach Dalmatien und Italien abkommandiert. 1807 wurde er dann als Brigade-General nach Ostpreußen versetzt. Er nahm dort an den Schlachten bei Heilsberg, Preußisch Eylau und Friedland teil. Nach dem Frieden von Tilsit kam er zum Korps Davout.
1808 heiratete Pajol Madame Marie-Louise Oudinot (1790–1832), eine Tochter des Generals Oudinot ferner wurde er zum Baron de l'Empire ernannt und erhielt eine Prämie.
Im Herbst 1808 wurde er zum Rheinarmee unter Davout versetzt. Dort erhielt er das Kommando über eine Brigade von 10 Regimentern leichte Kavallerie. Nachfolgend kämpfte er in den Schlachten bei Regensburg, Eckmühl, Aspern und Wagram. Nach der Niederlage Österreichs kehrte er nach Frankreich zurück. 1811 wurde er dann als Brigade-General nach Danzig versetzt. 1812 kam er zur Grande Armée und kämpfte für Napoleon in Russland. Er war Führer der Vorhut und Kommandeur der 1. Brigade der leichten Kavallerie in Marschall Davout's I. Korps. Im Juni besetzte er Kovno und Wilna. Anschließend schlug er Truppen unter Dochturow bei Oszmiana. Im August wurde Pajol Divisions-General und erhielt das Kommando über die 2. Division im II. Kavalleriekorps. Er kämpfte bei Borodino und wurde schwer verwundet nach Frankreich zurückgeschickt.
1813 kommandierte er die leichte Kavallerie-Division des 14. Korps unter Marschall Gouvion-Saint-Cyr und hatte das Vertrauen des Kaisers erworben. Am 29. September erhielt er vom Kaiser das 6. Kavallerie-Korps, aber Pajol wurde verwundet und Milhaud übernahm das Korps. Pajol kam zum 5. Korps in der Schlacht bei Leipzig. Das Korps erhielt von Murat das Kommando, bei Wachau in die Offensive zu gehen – gegen den Rat Pajols, der auf das schwierige Gelände hinwies. Die Pferde blieben im Morast stecken und fielen der Artillerie zum Opfer, auch unter dem Pferd Pajols explodierte eine Granate und der General wurde schwer verletzt. Zweimal strömten russische Husaren und Kosaken über das Schlachtfeld, aber der schwer Verletzte wurde gefunden und gerettet. Nachdem er etwas genesen war, wurde er von Napoleon zum Comte de l'Empire ernannt und erhielt 1814 das Kommando über ein Armeekorps. Im Februar 1814 kehrte er krank nach Paris zurück.
Nach der Rückkehr Napoleons wurde er Kommandeur der Loire-Armee, wo er Gouvion-Saint-Cyr ersetzte. Anschließend kämpfte er in den Schlachten von Ligny und Wavre. Nach Napoleons Niederlage kehrte er nach Paris zurück und war Gegner der Kapitulation von Paris. Davout beauftragte daraufhin Exelmans, Pajol zu verhaften. Exelmans verweigerte den Befehl und Pajol ging mit seinen Freuden davon. Pajol landete aber auf der Schwarzen Liste der Regierung. Auf bitten von General Oudinot (seinem Schwiegervater) wurde er später von der Liste entfernt.
Pajol versuchte sich dann im Zivilleben als Industrieller, aber mit wenig Erfolg. Im Juli 1830 schloss er sich dem Herzog von Orléans an. Dieser machte ihn zum Gouverneur von Paris, was es bis 1842 blieb. Pajol bekämpfte erfolgreich die Unruhen der 1830er Jahre.

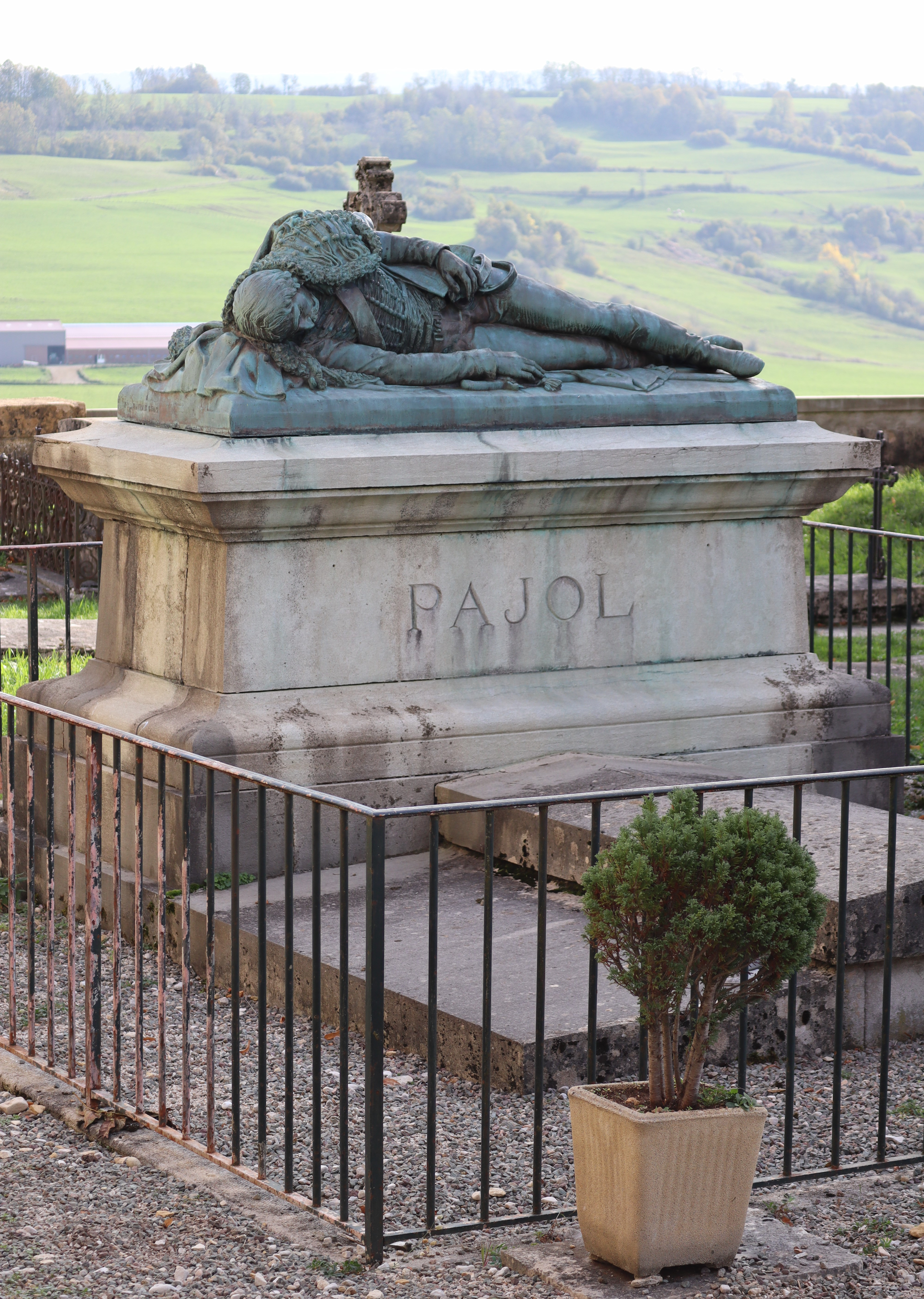
Grabmal von Pajol in Nozeroy

Sein Name befindet sich in der Spalte 8 auf dem nördlichen Pfeiler des Triumphbogen in Paris. Er wurde zuerst mit einem Staatsbegräbnis im Cimetière du Père-Lachaise bestattet, später wurden seine sterblichen Überreste nach Nozeroy umgebettet, wo ihm sein Sohn Charles-Pierre-Victor Pajol, General und Bildhauer, 1878 ein monumentales Grabmal neben der dortigen Pfarrkirche errichtete.

## Familie
Pajol heiratete 1808 Marie Louise Elise Oudinot (* 1790; † 18. April 1832). Das Paar hatte wenigstens zwei Söhne:
- Charles Paul Victor (* 7. August 1821; † 3. April 1891), französischer General und Bildhauer.
- Louis Eugène Léonce (* 13. November 1817; † 18. April 1885), französischer General